# Virmond
Virmond é um município brasileiro do estado do Paraná. Sua população estimada em 2009 foi de 4.181 habitantes.

## Etimologia
A denominação da cidade deriva do sobrenome do coronel Frederico Guilherme Virmond. Etimologicamente, Virmond é uma forma afrancesada do germânico "Wemund" ou "Warmund", significando proteção ou protetor, ou do francês de origem geográfica "Vermond"; monte verde.

## História
Embora possua como denominação um sobrenome de origem alemã-francesa, o município possui uma concentração de famílias de origem polaca. A maioria de sua população descende dos imigrantes polacos da Colônia Amola Faca. A região foi organizada e colonizada pelo então cônsul da Polônia, Kazimierz Gluchowski, que em 1920, adquiriu terras no município de Guarapuava. O primeiro cônsul da Polônia, no sul do Brasil, logo ao tomar posse em 1921, formou uma sociedade de colonização junto com Franciszek Lyp e Wladyslaw Radecki. Emprestou então 10 mil réis de Wladyslaw Kaminski e comprou a Fazenda "Amola Faca" para efeitos de colonização. Para formar a colônia chamou famílias de imigrantes polacos espalhados pelo Brasil, que haviam se desfeito de suas terras por um motivo ou outro.
A primeira escola surgiu em 1924 e a primeira igreja em 1928. Wladyslaw Kaminski é a mesma pessoa que, em 1922, contribuiu com a restauração do Castelo de Wawel, em Cracóvia, e que por isso tem seu nome entre as placas dos polacos de todo o mundo que ajudaram na reconstrução do símbolo da nação polaca. Sua placa está colocada logo no início da muralha que dá acessos aos portões de Wawel.
A área adquirida tinha sido a Fazenda Amola Faca, que havia pertencido a Frederico Guilherme Virmond (nascido em 1791 e morto em 1876), prussiano que estudou medicina em Berlim e contribuiu para a construção da Cadeia Velha e da Fundação da Sociedade Harmonia Lapoense da cidade da Lapa. O médico e pintor Virmond comprou a fazenda em 1852, no então município de Guarapuava, embora continuasse a morar na Lapa. O opúsculo escrito por David Carneiro, em 1929, que deu início à sua carreira de historiador foi justamente sobre a figura Frederico Guilherme Virmond. Segundo Carneiro, Virmond foi possivelmente o primeiro pintor a se radicar no Paraná[carece de fontes?].
Com o passar dos tempos, a Fazenda Amola Faca de 24 mil hectares foi vendida para o guarapuavano Ernesto Queiroz e este vendeu, em 1923, 4 mil hectares da fazenda para a Sociedade Colonizadora do Cônsul Gluchowski.
Wladyslaw Radecki era o encarregado das vendas das parcelas de terras às famílias polacas, que eram originárias de Curitiba, São Mateus do Sul (Água Branca), Prudentópolis e do Rio Grande do Sul. O médico J. Czaki foi contratado para atender num ambulatório construído pela sociedade colonizadora. O preço máximo do alqueire era de 70 mil réis.

### Emancipação
O processo que antecedeu a emancipação política de Virmond teve participação de uma associação criada por Nelson Segundo, Joersio Carlos de Vargas, Cláudio Benderowicz, Aldino Milani, Valdecir Milani, Salete de Vargas, Edvino Cherpinski, Antônio Szczerba, Pe. Renato Gotti, Casemiro Dombrovski, Joel de Lima Lentch, Afonso Timm. Pela Lei n.º 02, de 10 de outubro de 1947, foi criado o Distrito Administrativo de Virmond. Em 17 de maio de 1990, através da Lei Estadual n.º 9.250, foi criado o município, com território desmembrado de Laranjeiras do Sul. A instalação oficial ocorreu no dia 1º de janeiro de 1993.
Em 2020, conforme a Lei estadual 20.190/20, foi corrigido a área da divisa entre Virmond e Laranjeiras do Sul. O dispositivo jurídico representa um ganho de propriedade equivalente a 552 hectares para Virmond, permitindo assim a regularização dos vínculos administrativo e social estabelecidos entre a comunidade e prefeitura.